# Краково
Краково — село в Красноярском районе Самарской области. Входит в состав сельского поселения Хилково. 

## География
Находится на расстоянии примерно 31 километр по прямой на восток-северо-восток от районного центра села Красный Яр.

## История
Село основано было в 1845 переселенцами из Алатырского уезда Симбирской губернии (село Манадыш и деревня Дюрек). Заселено было изначально мордвой и русскими.

## Население
Постоянное население составляло 50 человека (казахи 80%) в 2002 году, 28 в 2010 году.